# Тертл-Лейк (містечко, Вісконсин)
Тертл-Лейк (англ. Turtle Lake) — місто (англ. town) в США, в окрузі Беррон штату Вісконсин. Населення — 640 осіб (2020).

## Демографія
Згідно з переписом 2010 року, у місті мешкали 624 особи в 242 домогосподарствах у складі 175 родин. Було 303 помешкання
Расовий склад населення:
| - 98,2 % — білих - 0,5 % — чорних або афроамериканців - 0,3 % — корінних американців - 0,2 % — азіатів |

До двох чи більше рас належало 0,8 %. Частка іспаномовних становила 0,3 % від усіх жителів.
За віковим діапазоном населення розподілялося таким чином: 25,0 % — особи молодші 18 років, 61,4 % — особи у віці 18—64 років, 13,6 % — особи у віці 65 років та старші. Медіана віку мешканця становила 42,7 року. На 100 осіб жіночої статі у місті припадало 105,3 чоловіків;  на 100 жінок у віці від 18 років та старших — 102,6 чоловіків також старших 18 років.
Середній дохід на одне домашнє господарство  становив 66 807 доларів США (медіана — 55 278), а середній дохід на одну сім'ю — 76 131 долар (медіана — 62 857). Медіана доходів становила 41 382 долари для чоловіків та 36 000 доларів для жінок. За межею бідності перебувало 7,4 % осіб, у тому числі 9,9 % дітей у віці до 18 років та 6,6 % осіб у віці 65 років та старших.
Цивільне працевлаштоване населення становило 295 осіб. Основні галузі зайнятості: освіта, охорона здоров'я та соціальна допомога — 27,8 %, виробництво — 23,4 %, роздрібна торгівля — 9,5 %, мистецтво, розваги та відпочинок — 6,4 %.